# Praça Alta (Badajoz)

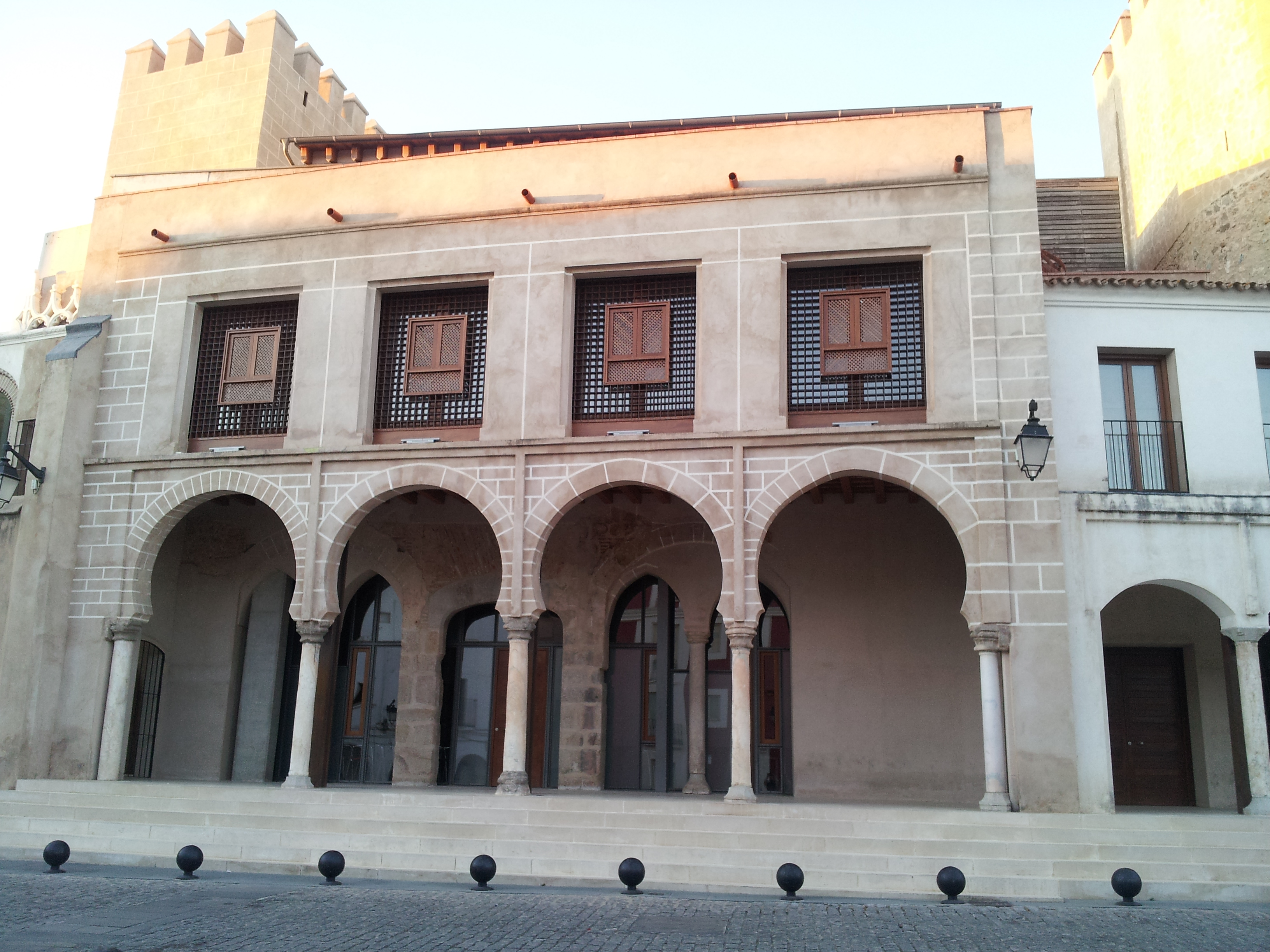
Antiga sede do município (ayuntamiento)

A Praça Alta (em castelhano: Plaza Alta) é a principal praça da parte mais antiga da cidade de Badajoz, na Estremadura, Espanha. Situada nas proximidades da alcáçova (Alcázar), a cidadela construída durante o domínio muçulmano, foi durante séculos e possivelmente até ao século XX, a par da Praça de Espanha, a principal praça da cidade.

## História
Até ao século XVII a Praça Alta e a vizinha Praça de São José formavam um espaço único. Devido à proximidade da alcáçova e da Porta do Capitel é supõe-se que ali se realizassem os socos (mercados) durante a Idade Média. No século XV, a maior parte das casas da zona eram de judeus e mouriscos conversos que foram gradualmente substituídos por outras famílias cristãs. Em finais daquele século foi ali instalada a sede do município (ayuntamiento), na chamada Casa del Peso del Colodrazgo. O ayuntamiento foi transferido em 1799 para a sua localização atual, na Praça de San Juan. Na praça funcionaram também outras instituições públicas, como o pósito (um armazém de cereais cuja função principal era a realização de empréstimos de cereais a preços módicos aos mais necessitados).
No século XVIII houve uma tentativa de converter a velha praça numa "Plaza Mayor", fechada, de estilo monumental e com pórticos a toda a volta, semelhante às que se encontram em várias cidades espanholas, mas única na Estremadura. O projeto, desenhado na sua maior parte em 1699, provavelmente por Francisco Revanales, o mestre-mor da catedral, por ordem do bispo Marín de Rodezno, denota fortes influências das teorias de Sebastiano Serlio (1475–1554). Entre 1699 e 1703 foram construídos um dos lados menores e parte dos dois maiores. Apenas foi terminado cerca  de um terço da obra, que ficou incompleta mesmo depois de ter sido construído parte de mais um dos lados no final do século XVIII. A decoração, que simula silhares simples, almofadas com pontas de diamante e pirâmides truncadas e outros motivos geométricos mais complexos, evidentemente baseada em Serlio, é única no mundo e é uma das poucas que se conservam em Espanha do período barroco.
No final do século XIX foi construído na praça um grande mercado, uma moderna estrutura de ferro de grandes dimensões, a qual se encontra atualmente no campus da Universidade da Estremadura. Em 2004 as fachadas foram restauradas e pintadas, supostamente para lhe devolver o peculiar cromatismo original, cuja fidelidade histórica é controversa.

## Descrição
A praça é um amplo espaço plano de forma retangular, com 90 por 30 metros, com arcadas quase em toda a volta. No canto oriental há um arco que comunica com a Torre do Apendiz, a zona de Galera e com os jardins do antigo Museu Arqueológico. A norte situa-se a Praça de São José, que fica anexa e que à qual se liga pelo Arco del Peso del Colodrazgo, onde se situou o ayuntamiento até ao fim do século XVIII. O nome do arco e do edifício advém do facto de ali ser feito o controlo de pesos e medidas (o colodrazgo era uma taxa que se pagava pela venda de vinho). A Praça de São José é de menores dimensões, mais aberta e as suas edificações são de aspeto mais modesto. Agumas datam do século XV e também têm pórticos.
Perto do Arco del Peso del Colodrazgo encontra-se a Porta do Capitel da alcáçova islâmica, sobre a qual há uma inscrição que menciona as obras ali realizadas em 1548 quando o corregedor da cidade era Dom Nuño de la Cueva.